# Trithemis annulata
Trithemis annulata é uma espécie de libelinha da família Libellulidae.
Pode ser encontrada nos seguintes países: Argélia, Angola, Benin, Botswana, Burkina Faso, Camarões, Chade, República Democrática do Congo, Costa do Marfim, Egipto, Etiópia, Gâmbia, Gana, Guiné, Quénia, Libéria, Madagáscar, Malawi, Mali, Maurícia, Marrocos, Moçambique, Namíbia, Nigéria, Portugal, Réunion, Senegal, Serra Leoa, Somália, África do Sul, Sudão, Tanzânia, Togo, Uganda, Zâmbia, Zimbabwe e possivelmente em Burundi.
Os seus habitats naturais são: rios, rios intermitentes, áreas húmidas dominadas por vegetação arbustiva, pântanos, lagos de água doce, lagos intermitentes de água doce, marismas de água doce, marismas intermitentes de água doce e nascentes de água doce.